# Ana Paula Valadão
Ana Paula Machado Valadão Bessa (née le 16 mai 1976) est une chanteuse et compositrice de musique chrétienne contemporaine, aussi qu'une pasteure chrétienne baptiste, auteure et une présentatrice brésilienne.  Elle est la leader et la fondatrice du groupe Diante do Trono et a également fait des projets solo. Depuis 2018, elle est pasteure de l'église Diante do Trono à Boca Raton, en Floride.

## Biographie
Ana Paula Valadão est la fille aînée des pasteurs Márcio Valadão et Renata Valadão, les fondateurs l'Église baptiste de Lagoinha.  Elle a commencé sa carrière musicale en participant à un groupe appelé King's Kids. Son premier album est Expressão de Fé, enregistré par King's Kids. Quelque temps plus tard, elle participe à la chorale El-Shammah et enregistre l'album Ele Tem Sido Fiel.
Elle a étudié le droit Université fédérale du Minas Gerais, mais elle a arrêté en 1996, pour joindre le Christ for the Nations Institute, une école aux États-Unis qui vise à former des leaders de louange .

### Ministère
Quand elle est revenue au Brésil, elle a commencé à écrire des chansons pour le groupe Diante do Trono de l'Église baptiste de Lagoinha, dont le premier album intitulé Diante do Trono est sortie en 1998 . Ana Paula a épousé le pasteur Gustavo Bessa le 13 septembre 2000. Par la suite elle a eu des problèmes pour concevoir un enfant et dépeint cette difficulté dans son album Esperança, en particulier dans la chanson-titre, "Esperança". Pendant l'enregistrement de l'album suivant, Ainda Existe Uma Cruz, Ana Paula était enceinte de son premier fils Isaque Valadão Bessa, qui est né le 3 janvier 2006.  Le 23 mai 2009, son second fils, Benjamim Valadão Bessa est né.
Le ministère de la louange a placé de grands succès, atteignant les arrêts du succès, aussi bien que tout public brésilien et chrétien mondial avec des chansons comme "Manancial", "Águas Purificadoras", "Nos Braços do Pai" et "Preciso de Ti", marque déposée du groupe. Le groupe Diante do Trono a eu une influence dans la musique gospel. Il a tenu de grandes réunions avec un auditoire record de plus de deux millions de personnes au Campo de Marte, à São Paulo, en 2003 avec l'enregistrement de l'album Quero me Apaixonar.
En août 2009, Ana Paula et sa famille ont déménagé à Dallas, au Texas, où son mari a continué ses études théologiques. Mais la chanteuse a expliqué sur le site officiel de Diante do Trono qu'elle a décidé qu'elle ne voulait pas quitter le groupe et continuera à apparaître dans tous les principaux événements du groupe. En mai 2011, la famille retourne au Brésil.
Avec Diante do Trono, elle a voyagé dans plusieurs pays en Amérique, Europe, Moyen-Orient, en Afrique et en Asie. Ana Paula est restée la leader, des compositions et de l'organisations du groupe.
En juillet 2012, Ana Paula Valadão a occupé la 97e place des 100 brésiliens les plus importants de tous les temps par la télévision brésilienne réseau SBT en partenariat avec la BBC et a participé au programme O Maior Brasileiro de Todos os Tempos en chantant à la télévision nationale brésilienne.
En septembre 2015, Ana Paula Valadão a été invitée par l'ambassade chrétienne de Jérusalem à la Fête des Tabernacles, dans le désert d'Ein-Gedi. Lors de l'événement, des représentants de 95 nations étaient présents, la chanteuse a participé en représentant le Brésil et l'Amérique latine. Auparavant, la même année, elle avait été invitée à participer à la conférence mondiale Empowered21, également organisée en Israël. À la fin de l'année 2015, Ana Paula et sa famille ont déménagé à Dallas, où la chanteuse est professeure au CFNI et dirige la louange à Gateway Church . Dans cette nouvelle période, la chanteuse a enseigné dans diverses églises et conférences aux États-Unis.
Fin 2017, elle déménage dans la région de Miami en Floride. En 2018, avec son mari, elle a fondé l'église Diante do Trono à Boca Raton.

## Discographie
Albums solo
- As Fontes do Amor (2009)

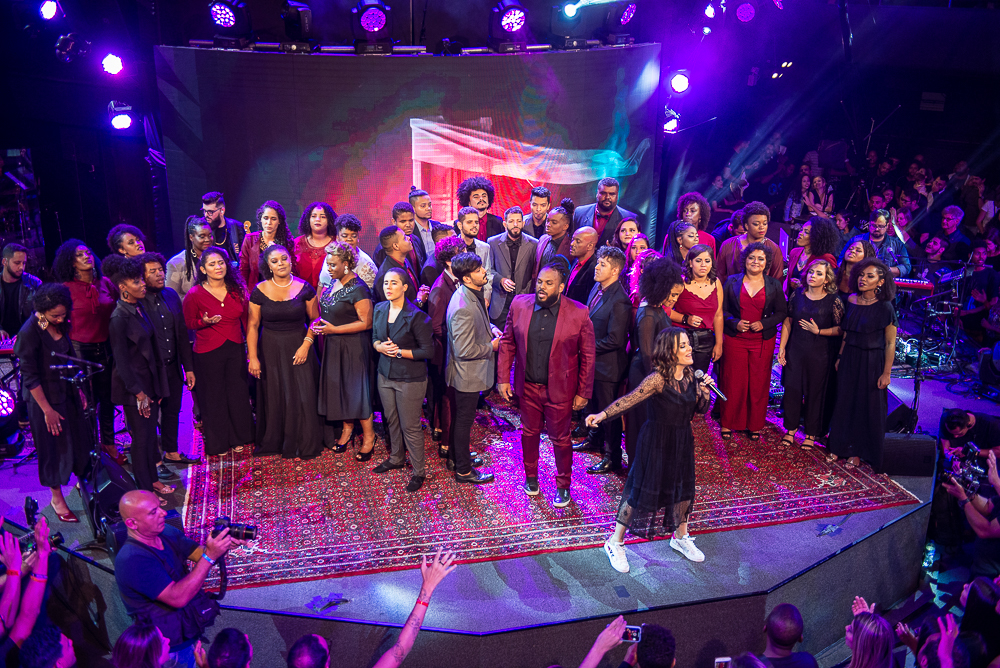
Ana Paula Valadão et son groupe Diante do Trono.

- Ana Paula Valadão Live In Finland (2010)

avec El-Shammah
- Ele Tem Sido Fiel (1997)

avec Diante do Trono
- Diante do Trono (1998)
- Exaltado (1999)
- Águas Purificadoras (2000)
- Preciso de Ti (2001)
- Nos Braços do Pai (2002)
- Quero Me Apaixonar (2003)
- Esperança (2004)
- Ainda Existe Uma Cruz (2005)
- Por Amor de Ti, Oh Brasil (2006)
- Príncipe da Paz (2007)
- A Canção do Amor (2008)
- Tua Visão (2009)
- Aleluia (2010)
- Sol da Justiça (2011)
- Creio (2012)
- Tu Reinas (2014)
- Tetelestai (2015)
- Deserto de Revelação (2017)
- Outra Vez (2019)

avec Crianças Diante do Trono
- Crianças Diante do Trono (2002)
- Amigo de Deus (2003)
- Quem é Jesus? (2004)
- Vamos Compartilhar (2005)
- A Arca de Noé (2006)
- Samuel, O Menino Que Ouviu Deus (2007)
- Para Adorar ao Senhor (2008)
- Amigos do Perdão (2010)
- Davi (2012)
- Renovo Kids (2015)
- DT Babies (2016)

Othe albums avec Diante do Trono
- Aclame ao Senhor (avec Hillsong) (2000)
- Shalom Jerusálem (avec Paul Wilbur) (2000)
- Brasil Diante do Trono (2002)
- In the Father's Arms (2006)
- En los Brazos del Padre (2006)
- Sem Palavras (2006)
- Tempo de Festa (2007)
- Com Intensidade (2008)
- Glória a Deus (avec Gateway Worship) (2012)
- Global Project: Português (avec Hillsong) (2012)
- Renovo (2013)
- Deus Reina (avec Gateway Worship) (2015)
- Pra Sempre Teu (avec Gateway Worship) (2016)
- Imersão (2016)
- Muralhas (avec Gateway Worship) (2017)
- Imersão 2 (2017)
- Eu e a Minha Casa (2018)
- Imersão 3 (2019)

avec Nations Before the Throne
- Suomi Valtaistuimen Edessä (2012)
- Läpimurto (2014)
- Deutuschland Vor Dem Thron (2015)

## Publications
- Adoração Diante do Trono (2003)
- Verdadeira Adoração (2013)
- Reflexos da Alma (avec Devi Titus & Helena Tannure) (2014)